# William Jason Morgan
William Jason Morgan (Savannah, Georgia, 10 de octubre de 1935-31 de julio de 2023) fue un geofísico estadounidense que ha hecho contribuciones fundamentales a la teoría de la tectónica de placas y la geodinámica. Se retiró como profesor Knox Taylor emérito de geología y profesor de geociencias en la Universidad de Princeton. Actualmente se desempeña como profesor visitante en el Departamento de Tierra y Ciencias Planetarias de la Universidad de Harvard.

## Vida y principales aportaciones científicas
Después de haber recibido su licenciatura en física del Instituto de Tecnología de Georgia en 1957, fue a la Universidad de Princeton, donde completó su doctorado en 1964 bajo la supervisión de Bob Dicke. Se unió a la facultad de la universidad inmediatamente después.
Su primera contribución importante, realizada a fines de la década de 1960, fue relacionar las anomalías magnéticas de polaridad alterna, que se producen en el fondo del océano a ambos lados de una dorsal mediooceánica, con la expansión del fondo oceánico y la tectónica de placas.
A partir de 1971 trabajó en el desarrollo posterior de la teoría de la pluma de John Tuzo Wilson, que postula la existencia de surgencias convectivas aproximadamente cilíndricas en el manto terrestre como una explicación de los puntos calientes. Wilson aplicó originalmente el concepto a Hawái y explicó el incremento de la edad de los montes submarinos de la cadena de Hawaii-Emperor al aumentar la distancia desde la ubicación del punto caliente actual; sin embargo, el concepto se aplicó posteriormente a muchos otros puntos calientes por parte de Morgan y de otros científicos.
Morgan ha recibido muchos honores y premios por su trabajo, entre ellos la Medalla Alfred Wegener de la Unión Europea de Geociencias (1983), la Medalla Maurice Ewing de la Unión Geofísica Americana (1987), la Medalla Wollaston de la Sociedad Geológica de Londres (1994) y la Medalla Nacional de la Ciencia de los Estados Unidos, premio año 2002.
«La teoría de la tectónica de placas que publicó en 1968 es uno de los hitos más importantes de la ciencia de los Estados Unidos en el siglo XX», escribió F. A. Dahlen, presidente del Departamento de Geociencias de Princeton, en 2003.
«Esencialmente, toda la investigación en ciencias geofísicas de la Tierra sólida en los últimos 30 a 35 años se ha basado firmemente en la teoría de la tectónica de placas de Jason Morgan», dijo Dahlen. «Las carreras científicas de una generación de geólogos y geofísicos se han basado en su histórico documento de 1968»

## Publicaciones selectas
- Morgan, W. J. (1991) [1968]. «Rises, Trenches, Great Faults, and Crustal Blocks». Tectonophysics 187: 6-22. Bibcode:1991Tectp.187....6M. doi:10.1016/0040-1951(91)90408-K. 1968 JGR publication, full textUso incorrecto de la plantilla enlace roto (enlace roto disponible en Internet Archive; véase el historial, la primera versión y la última).
- Morgan, W. J. (5 de marzo de 1971). «Convection plumes in the lower mantle». Nature 230 (5288): 42-43. Bibcode:1971Natur.230...42M. doi:10.1038/230042a0.
- Morgan, W. J. (February 1972). «Plate motions and deep mantle convection». The American Association of Petroleum Geologists Bulletin 56 (2): 203-213. doi:10.1306/819A3E50-16C5-11D7-8645000102C1865D.
- Morgan, W. J. (1972). Plate motions and deep mantle convection.  En Shagam, R, Hargraves, RB, Morgan, WJ, Van Houten, FB, Burk, CA, Holland, HD, and Hollister, LC, ed. «Studies in earth and space sciences: A memoir in honor of Harry Hammond Hess». Geological Society of America Memoirs 132. pp. 7-22.
- Morgan, W. J. (1981). «Hotspot tracks and the opening of the Atlantic and Indian Oceans».  En Cesare Emiliani, ed. The Oceanic Lithosphere. New York: Wiley. pp. 443-489. ISBN 0-674-01736-6.